# گائو ژونیی
گائو ژونیی (انگلیسی: Gao Zhunyi؛ زادهٔ ۲۱ اوت ۱۹۹۵) بازیکن فوتبال اهل چین است.
از باشگاه‌هایی که در آن بازی کرده‌است می‌توان به باشگاه فوتبال کاتالر تویاما، باشگاه فوتبال آویسپا فوکوئوکا، باشگاه فوتبال شاندونگ تایشان، و باشگاه فوتبال هبی چین فورچون اشاره کرد.
وی همچنین در تیم‌های ملی فوتبال زیر ۲۰ سال، زیر ۲۳ سال، و بزرگسالان چین بازی کرده‌است.